# Ernst von Montfort

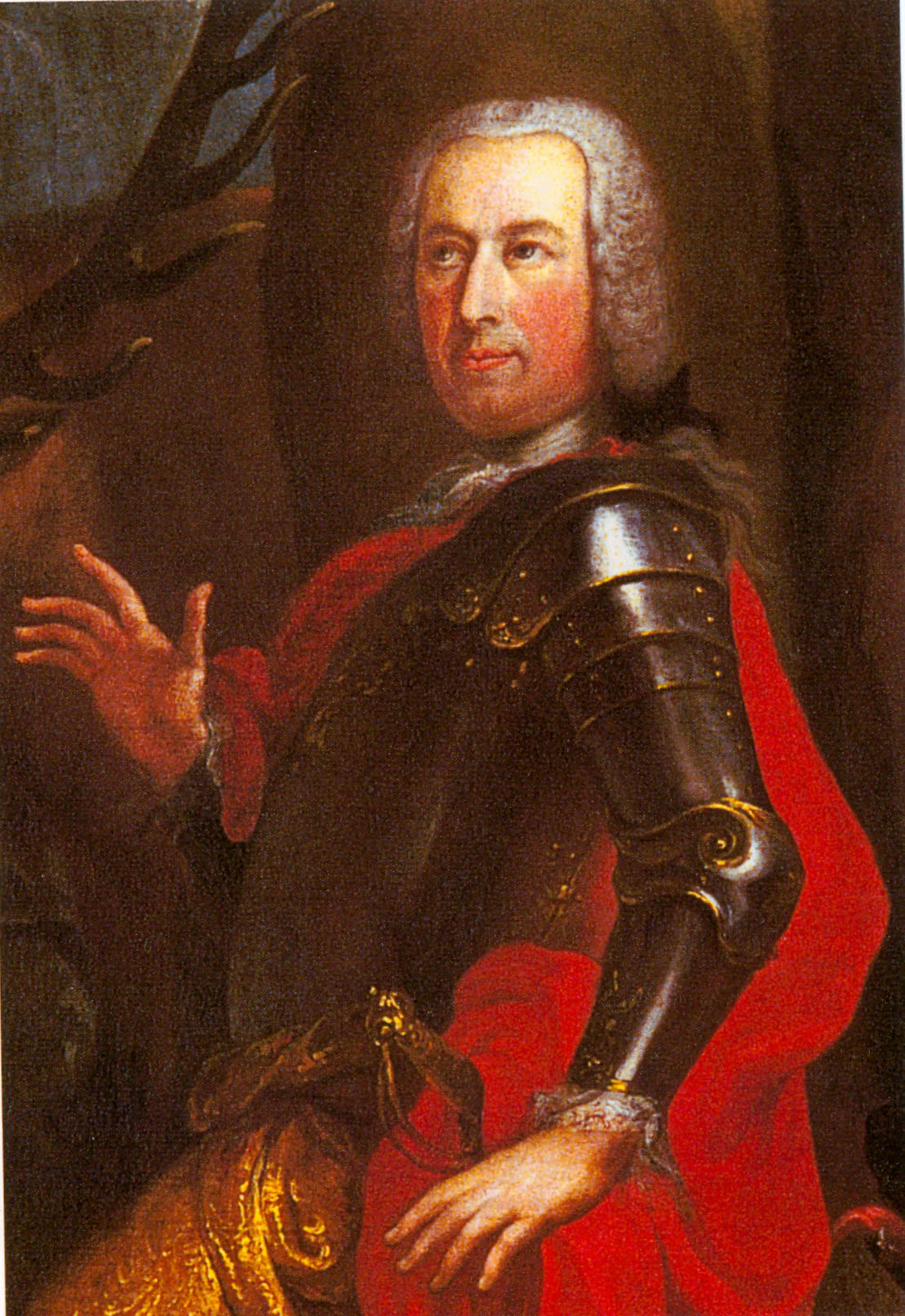
Ernst von Montfort

Ernst von Montfort (* 1700 in Salzburg; † 1758 in Tettnang), auch Maximilian Joseph Ernst von Montfort-Tettnang, war von 1733 bis 1755 regierender Graf zu Tettnang und Langenargen.

## Leben und Wirken
Ernst von Montfort war der Sohn und Nachfolger von Anton III., der seinem Sohn bereits vor seinem Ableben 1727 wegen Überschuldung und mangelnder Kreditwürdigkeit die Regierungsgeschäfte überließ. Bei Regierungsantritt konnte er bei den Schuldigern einen Schuldenschnitt erwirken. Es gelang ihm darüber hinaus, einen Kredit des Bistums Speyer zu sehr guten Konditionen von seinem Schwager Kardinal von Schönborn zu erhalten, mit dem die restlichen Schulden hätten getilgt werden können. So lautet zumindest die Einschätzung des damaligen Hofchronisten:

„Das ganze Schuldenwesen [sei] ganz glücklich gehoben, […] dass kein Zweifel waltet, es werde das hochgräfliche Haus mit göttlicher Beihilfe in 20 Jahren von allen Passiva liberiert und an wiederum in florisanten Stand gesetzt werden.“

 Wie schon sein Vater jedoch war Graf Ernst ein großer Mäzen von Kunst und Musik, was sich in der als standesgemäß geltenden Hofhaltung niederschlug, die jedoch weit über den finanziellen Möglichkeiten der überschuldeten Grafschaft lag. Die Rückzahlungen nach Speyer gerieten ins Stocken, woraufhin der Kredit gekündigt wurde. Als 1753 zudem das Neue Schloss in Tettnang abbrannte, überließ Graf Ernst seinem Sohn Graf Franz Xaver die Amtsgeschäfte und damit die Wiederaufbauarbeiten.